# Maria Caramia
Maria Caramia (Tarento, Italia, 30 de septiembre de 1982) es una exfutbolista y entrenadora italiana. Se desempeñaba como delantera y militó en la Serie A con Lazio y Napoli.

## Clubes
| Club            | País   | Año         |
| --------------- | ------ | ----------- |
| Tarento         | Italia | 2001 - 2006 |
| Vis Francavilla | Italia | 2006 - 2009 |
| Lazio           | Italia | 2009 - 2010 |
| Vis Francavilla | Italia | 2010 - 2011 |
| Napoli          | Italia | 2011 - 2013 |

## Palmarés

### Campeonatos nacionales
| Título   | Club            | País   | Año         |
| -------- | --------------- | ------ | ----------- |
| Serie B  | Vis Francavilla | Italia | 2006 - 2007 |
| Serie A2 | Napoli          | Italia | 2011 - 2012 |

### Distinciones individuales
| Distinción                                 | Año         |
| ------------------------------------------ | ----------- |
| Máxima goleadora de la Serie B (31 goles)  | 2006 - 2007 |
| Máxima goleadora de la Serie A2 (25 goles) | 2010 - 2011 |
| Máxima goleadora de la Serie A2 (21 goles) | 2011 - 2012 |